# Євангелісти

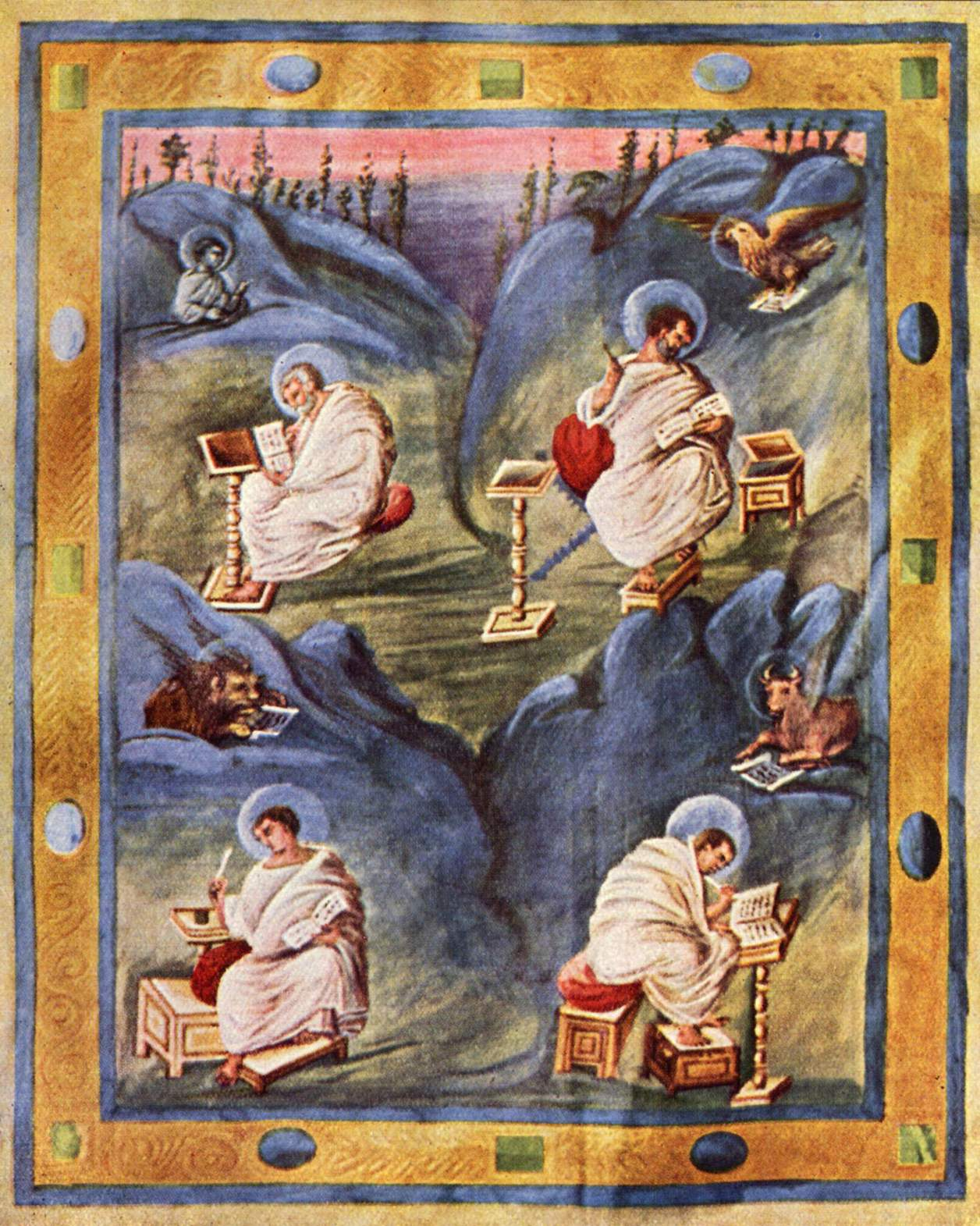
чотири Євангелісти

Євангелісти (грец. ευαγγελιστής) — чотири укладачі, визнані християнською церквою, ранньохристиянських творів — євангелій: Матвій, Марко, Лука, Іван.
Також Євангеліст — проповідник, що звіщає добру новину (Євангеліє) про спасіння.
Євангелісти написали святі Євангелія, де описано як жив і чого навчав Ісус Христос, Його терпіння, смерть і воскресіння. Новий Заповіт складається з чотирьох писань-євангелій, що їх написали євангелісти:
- Євангеліє від Івана (грецькою: Ευαγγέλιον κατά Ιωάννην)
- Євангеліє від Луки (грецькою: Ευαγγέλιον κατά Λουκάν)
- Євангеліє від Матвія (грецькою: Ευαγγέλιον κατά Ματθαίον)
- Євангеліє від Марка (грецькою: Ευαγγέλιον κατά Μάρκον)

Також Євангелісти — течія в протестантизмі — Євангельські християни, які при радянській владі були примусово об'єднанні з баптистами в єдиному Союзі Євангельських Християн-баптистів.